# Янгон – К'яуксе (Північ – Південь)
Янгон – К'яуксе (Північ – Південь) – споруджена у М'янмі протяжна газопровідна система меридионального спрямування.
У 1991 році на півдні М’янми, дещо північніше за столицю країни Янгон, відкрили родовище Ап’яук, яке майже одразу ввели в розробку. Для видачі видобутого тут природного газу в 1992 та 1994 роках ввели в дію два трубопроводи до Янгону – довжиною 39 км з діаметром 250 мм та завдовжки 66 км з діаметром 350 мм відповідно. В столиці, яка до того отримувала блакитне паливо лише з невеликого родовища Паягон, газ був потрібний передусім для об’єктів електроенергетики, зокрема, в 1995 році стали до ладу ТЕС Ахлон і ТЕС Хлавга.
Враховуючи очікування на надходження до Янгону в найближчому майбутньому блакитного палива з офшорних родовищ Андаманського моря (трубопровід Канбаук – Янгон), у 1999 – 2000 ввели в дію газопровід, який сполучив південь та північ країни і дозволив створити єдину газотранспортну систему. Він починався від Ап’яук та мав загальну довжину 682 км, з яких перші 547 км були виконані в діаметрі 350 мм, а наступні 135 км – в діаметрі 250 мм.
Зазначений трубопровід Південь – Північ отримав сполучення:
- в районі П’ї із газопровідною системою Shwepyitha – П’ї – Kyaw Zwa, що сформувалась для обслуговування центрального нафтогазовидобувного регіону М’янми;
- в районі Чаук із газопровідною системою Летпандо – Чаук – Канні, яку створили для обслуговування північного нафтогазовидобувного регіону М’янми.
Трубопровід завершувався в районі К'яуксе, де великим споживачем став цементний завод.
Від центральної ділянки трубопроводу не пізніше 2009-го проклали газопровід Магуе – Пінпет, що дозволив подати ресурс ряду промислових підприємств, а з 2010-го із південної ділянки (між Ап’яук та Янгоном) отримує живлення завод азотних добрив у Myaungtaga (Myangdakar).
В якийсь момент ділянку Ап’яук – П’ї підсилили другою ниткою, що має діаметр 250 мм.
В 2014-му на півночі країни став до ладу великий газопровід М’янма – Китай, який транспортує ресурс з офшорного родовища Шве. Хоча більшість продукції призначена для експорту, проте певну частину виділили для внутрішніх споживачів М’янми. При цьому облаштували три пункти передачі блакитного палива між експортним газопроводом та газопроводом Південь – Північ:
- в Єнанджаун на ділянці між Магуе та Чаук, де запроектували перемичку довжиною 8 км та діаметром 300 мм. Крім того, Єнанджаун сполучили іншою перемичкою довжиною 32 км та діаметром 500 мм з Магве;
- в Taung Thar, звідки проклали перемичку діаметром 500 мм до М'їнджан, де виникла промислова зона із металургійним заводом, ТЕС М'їнджан від компанії V-Power (2016) та ТЕС М'їнджан від Sembcorp (2018);
- в Белін, де запроектували перемичку довжиною 18 км та діаметром 200 мм до К'яуксе. При цьому в районі К'яуксе почали з’являтись нові великі споживачі, наприклад, скляний завод (2014), ТЕС К'яуксе від компанії APR (2014) та ТЕС К'яуксе від Powergen (2019).